# Kiss Me Kate (serial)
Kiss me Kate este un sitcom britanic care a rulat din 1998 până în 2000. Povestea urmărește viața de zi cu zi a unui psiholog, Kate (Caroline Quentin), care trebuie nu doar să gestioneze problemele clienților, ci să își ajute și vecinii și pe partenerul său de afaceri, Douglas, jucat de Chris Langham. Amanda Holden joacă rolul lui Mel, recepționera, iar Darren Boyd îl joacă pe Craig, agentul de turism de la parter nu tocmai deștept.
De-a lungul serialului, Craig și Douglas se îndrăgostesc de Kate. Mel și Craig devin parteneri romantici, dar Douglas continuă să fie îndragostit de Kate. Kate se îndrăgostește apoi de fratele lui Douglas, Iain Cameron, un chirurg cardiolog de succes.
Serialul a fost scris de Chris Langham și John Morton, care a colaborat la Oameni Ca Noi.

## Distribuție
- Caroline Quentin, Kate Salinger
- Chris Langham, Douglas Fielding/Cameron
- Amanda Holden, Mel
- Darren Boyd, Craig Chapman

- Cliff Parisi, Tony (sezoanele 1 și 2)
- Mark Heap, Petru (sezonul 1)
- Holly Atkins, Alex (sezonul 2)
- Elizabeth Renihan, Jo (sezonul 3)
- Bill Nighy, fratele lui Douglas, Iain Cameron

## Episoade
| #                | Titlu                 | Dată              |
| Sezonul 1 (1998) | Sezonul 1 (1998)      | Sezonul 1 (1998)  |
| ---------------- | --------------------- | ----------------- |
| 1                | „Secretaries”         | 4 mai 1998        |
| 2                | „Mike”                | 11 mai 1998       |
| 3                | „Calendar”            | 18 mai 1998       |
| 4                | „Speech”              | 25 mai 1998       |
| 5                | „Holidays”            | 1 iunie 1998      |
| 6                | „Re-union”            | 8 iunie 1998      |
| Sezonul 2 (1999) |                       |                   |
| 7                | „Closure”             | 13 mai 1999       |
| 8                | „Dad”                 | 20 mai 1999       |
| 9                | „Money Matters”       | 27 mai 1999       |
| 10               | „One Night Stand”     | 3 iunie 1999      |
| 11               | „Teeth”               | 8 iunie 1999      |
| 12               | „On the Couch”        | 15 iunie 1999     |
| Sezonul 3 (2000) |                       |                   |
| 13               | „The Italian Job”     | 18 noiembrie 2000 |
| 14               | „Magnolia”            | 25 noiembrie 2000 |
| 15               | „The Bahamas”         | 2 decembrie 2000  |
| 16               | „Oh Brother!”         | 9 decembrie 2000  |
| 17               | „Grandfather Clock”   | 16 decembrie 2000 |
| 18               | „The Party”           | 17 decembrie 2000 |
| 19               | „Kate's Niece”        | 23 decembrie 2000 |
| 20               | „Christmas”           | 26 decembrie 2000 |
| Comic Relief     |                       |                   |
| N/A              | „Comic Relief sketch” | 16 martie 2001    |

## Locații de filmare
Filmările au avut loc la Carlton Television Studios, acum desființat, în Nottingham, în fața publicului. La începutul fiecărei sezon, s-au petrecut patru zile de filmare pentru scene de exterior în diferite locuri în și în apropiere de Nottingham.
Principala clădire care adăpostea biroul și apartamentul lui Kate este situat pe East Circus Street , Nottingham, direct vizavi de Nottingham Playhouse.
Clădirea folosită în cel de-al treilea sezon drept exteriorul "Cafe Coffee" este în realitate un cazinou situat la intersecția dintre St. Peters Gate și Bridlesmith Gate, Nottingham.
Clădirea folosită drept apartament al lui Iain este situat pe Broadway în zona Lace Market în Nottingham.
Alte locuri folosite de-a lungul serialului sunt Universitatea din Nottingham, Peacock Inn la Redmile și Victoria Embankment din Nottingham.